# Bill Hader
William "Bill" Hader (født 7. juni 1978) er en amerikansk skuespiller, komiker, manuskriptforfatter og producer. Hader var en fast del af komikerne bag live sketchshowet Saturday Night Live indtil 2013. Desuden har han medvirket i komediefilm som Knocked Up (2007), Superbad (2007) og Pineapple Express (2008), og har siden produceret, instrueret og spillet hovedrollen i Barry på HBO.

## Film
- You, Me and Dupree (2006)
- Knocked Up (2007)
- Hot Rod (2007)
- Superbad (2007)
- Forgetting Sarah Marshall (2008)
- Tropic Thunder (2008)
- Pineapple Express (2008)
- Nat på museet 2 (2009)
- Year One (2009)
- Men in Black 3 (2012)